# J'ai tué Billy le Kid
Pour les articles homonymes, voir Billy the Kid (homonymie).
Pour plus de détails, voir Fiche technique et Distribution.
J'ai tué Billy le Kid (I Shot Billy the Kid) est un western américain réalisé par William Berke, sorti en 1950.

## Synopsis
Voir les articles connexes.

## Fiche technique
- Titre : J'ai tué Billy le Kid
- Titre original : I Shot Billy the Kid
- Réalisateur et producteur : William Berke
- Scénario : Orville Hampton
- Musique (et direction musicale) : Albert Glasser
- Directeur de la photographie : Ernest Miller
- Directeur artistique : Fred Preble
- Costumes : Alfred Berke
- Montage : Carl Pierson
- Société de production : Donald Barry Productions
- Société de distribution : Lippert Pictures
- Genre : Western
- Format : Noir et blanc
- Durée : 57 minutes
- Dates de sortie :
  - États-Unis : 27 juillet 1950
  - France : 15 octobre 1952

## Distribution
- Don Barry : William H. Bonney « Billy the Kid »
- Robert Lowery : Shérif Pat Garrett
- Wally Vernon : Vicente
- Tom Neal : Charley Bowdry
- Judith Allen : Mme Alec McSween
- Wendie Lee : Francesca
- Claude Stroud : Général Lew Wallace (gouverneur du Nouveau-Mexique)
- John Merton : Shérif-adjoint Bob Ollinger
- Henry Marco : Juan (frère de Francesca)
- Bill Kennedy : Shérif-adjoint John Poe
- Archie Twitchell : Le dur giflé par Billy au saloon
- Jack Perrin : Shérif-adjoint Mack
- Richard Farmer : Alec McSween
- Felice Richmond : La jeune femme mexicaine
- Jack Geddes : Shérif Brady
- Merrill McCormick : Un cavalier